# آودیفکا
آودیفکا (انگلیسی: Avdiivka) شرکت معدن اوکراینی است، که در سال ۱۹۶۳ تأسیس شد.